# 에너지 바

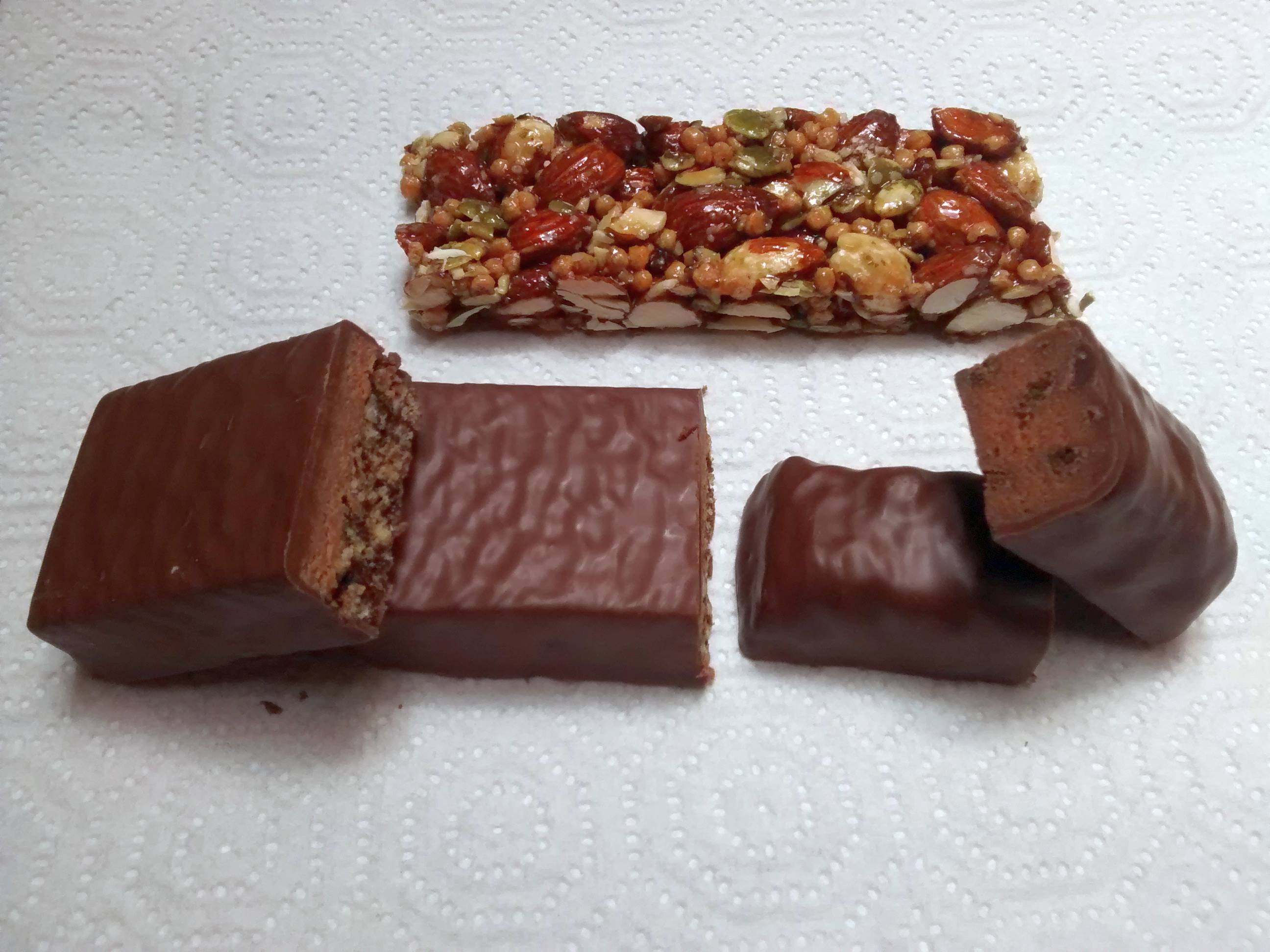
에너지 바는 크기, 성분, 그리고 영양적 이점이 다양하다.

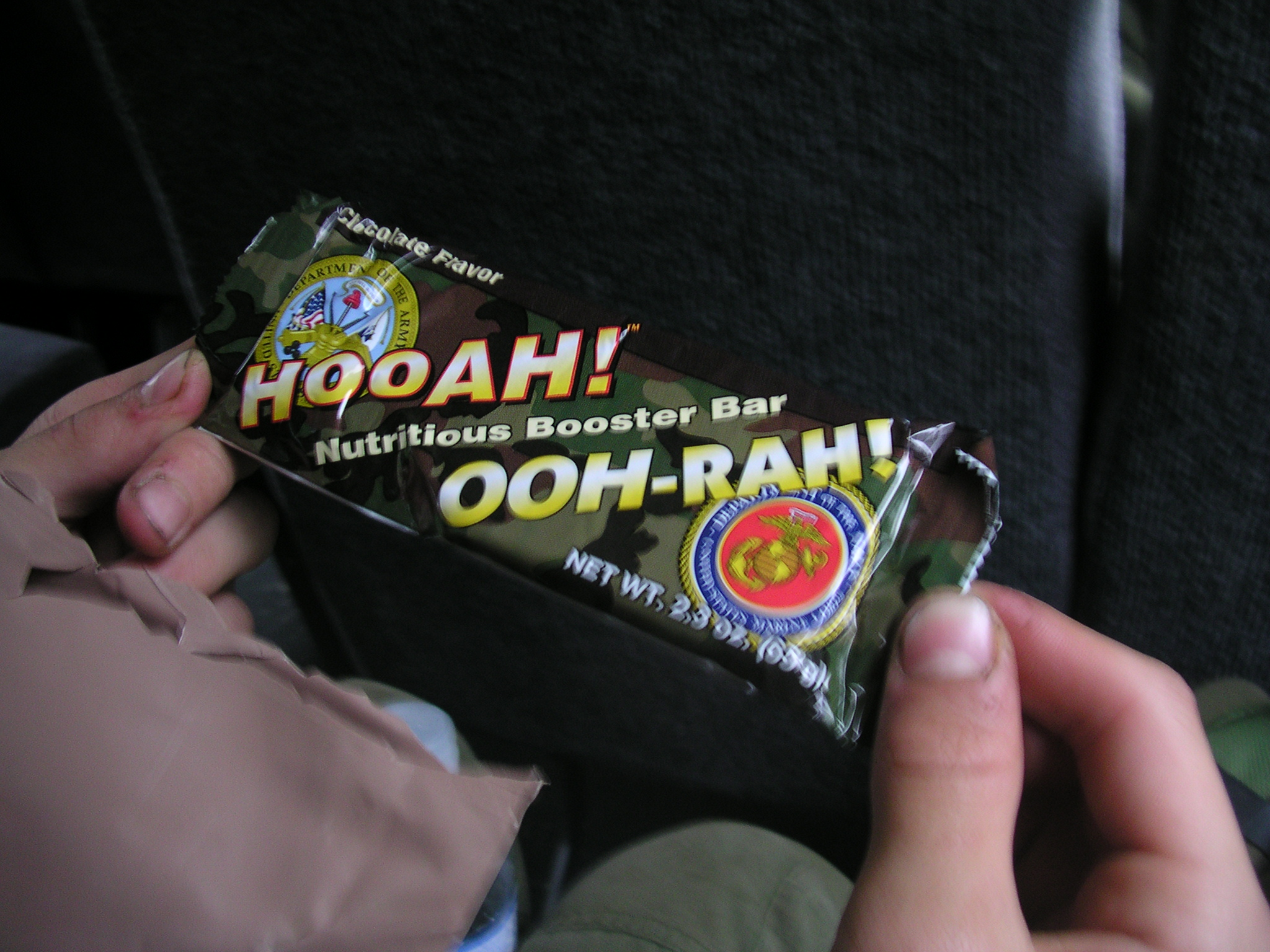
미군이 MRE에서 제공하는 에너지 바 후아

에너지 바(energy bar)는 시리얼 및 기타 고에너지 음식을 포함하는 막대 형태의 식이 보충물로, 음식을 섭취할 시간이 없으면서 빠른 에너지를 필요로 하는 사람들을 대상으로 한다.

## 영양분
일반적인 에너지 바의 무게는 30~50 그램 사이이며 200~300 칼로리, 3~9그램의 지방, 7~15그램의 단백질, 20~40그램의 탄수화물을 제공한다. 빠른 에너지 제공을 위해 탄수화물은 여러 가지 당의 형태로 이루어진다.

## 이용
에너지 바는 마라톤 등의 운동 행사, 그리고 등산 등 장시간 에너지 소모가 많은 실외 활동에 에너지 보충의 원천으로 사용된다.

## 같이 보기
- 스포츠 음료
- 미군 초콜릿